# 1969-es Formula–1 világbajnokság
Az 1969-es Formula–1 világbajnokság volt a 20. FIA Formula–1 szezon, amely 1969. március 1-jétől október 19-éig tartott.
A Matra visszavonta gyári csapatát, és csak Ken Tyrrell csapatára összpontosítottak. Stewart könnyedén megnyerte a világbajnokságot az új Matra MS80-nal, amelyben kijavították a korábbi MS10 hibáit. Jacky Ickx is eredményes volt a szezon második felében, győzött Németországban és Kanadában, miután Jack Brabham tesztbaleset miatt kihagyta az évad középső részét. Számos baleset után a magasan rögzített, veszélyes szárnyakat betiltották a monacói nagydíjon, később újra engedélyezték, de korlátozott méretüket, magasságukat és rögzítésüket.
1969-ben rövid időre ismét érdeklődni kezdtek a négykerék-meghajtású autók iránt, előző évben történt sok esős futam után.
Egyedül Johnny Servoz-Gavin tudott pontot szerezni hatodik helyével ilyen autóval, a Matra MS84-gyel Kanadában.

## A szezon menete
Az 1968-as évad végén visszavonult a sportágból Honda, az Eagle és a Cooper, míg a Matra megszüntette gyári csapatát (Matra Sports), csak Tyrrellére összpontosított, ahol Jackie Stewart és Jean-Pierre Beltoise versenyzett. A Team Lotus megtartotta a címvédő Graham Hillt, de Jackie Oliver helyére Jochen Rindtet igazolták le. Jacky Ickx a Brabhamhez került, ahol Repco motorról a Cosworth DFV-re váltottak. Denny Hulme maradt Bruce McLaren csapattársa, míg a Ferrari csak Chris Amon számára biztosított autót. A BRM Olivert és a korábbi hondás John Surteest szerződtette.
A dél-afrikai nagydíjjal kezdődött meg az évad, amelyet a szokásos januári helyett márciusi időpontra tettek át.
Az edzések során számos első és hátsó szárnnyal adódott probléma.

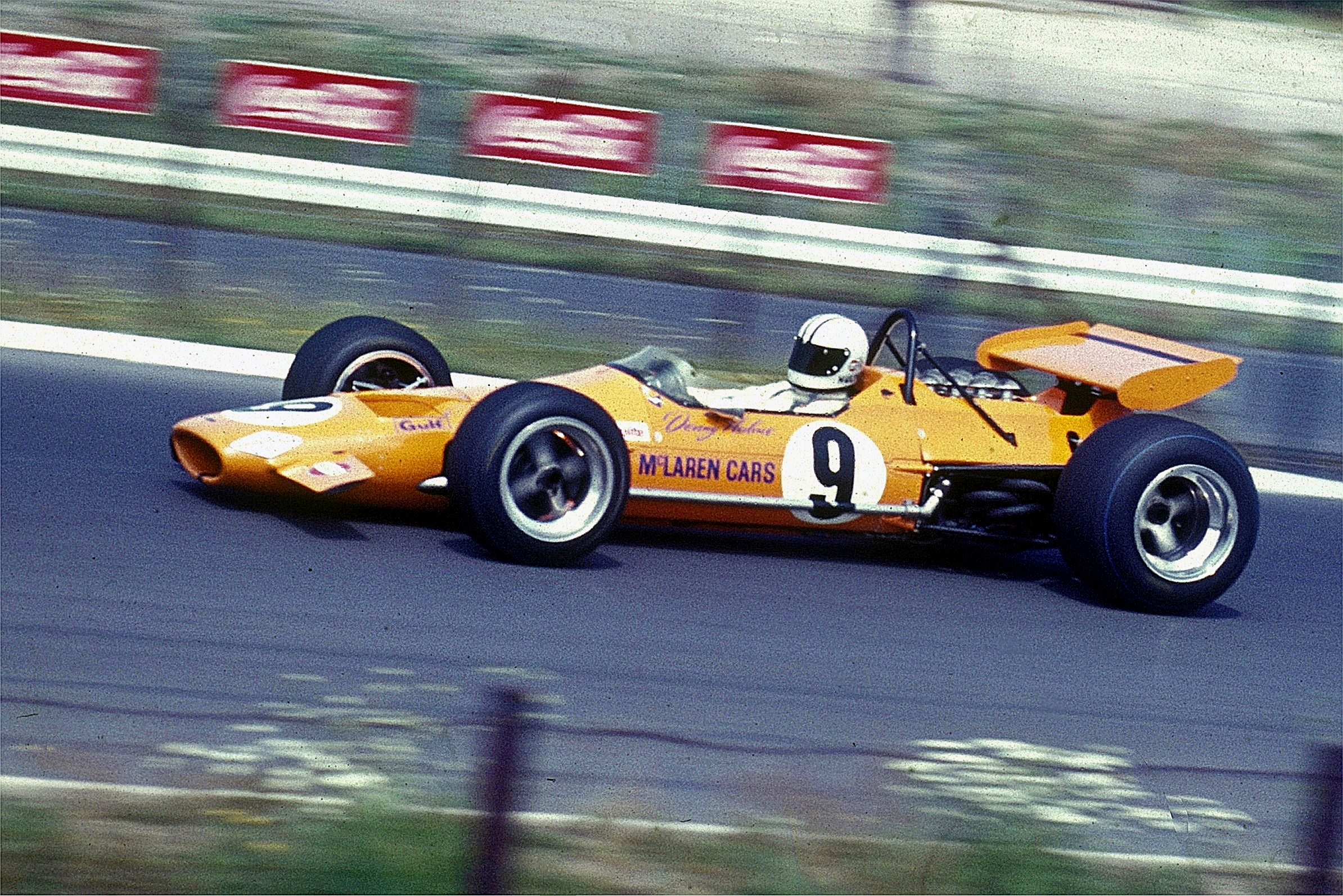
Denny Hulme a McLaren M7A-val

Brabham új Cosworth motoros autójával megszerezte a pole-pozíciót, Rindt Lotuszával és Hulme McLarenjével osztozott az első rajtsoron. A rajtnál az ausztrál megtartotta vezető helyét, másodiknak a negyedik helyről rajtoló Stewart jött fel, Rindt elé. Az első kör végén Stewart az élre állt és a verseny hátralévő részében végig vezetett. Brabham a 7. körig maradt második, amikor hátsó szárnya tönkrement és ki kellett állnia a boxba. Rindt lett a második, de Hill, majd Hulme is megelőzte. Stewart 18 másodperccel győzött Hill és Hulme előtt.

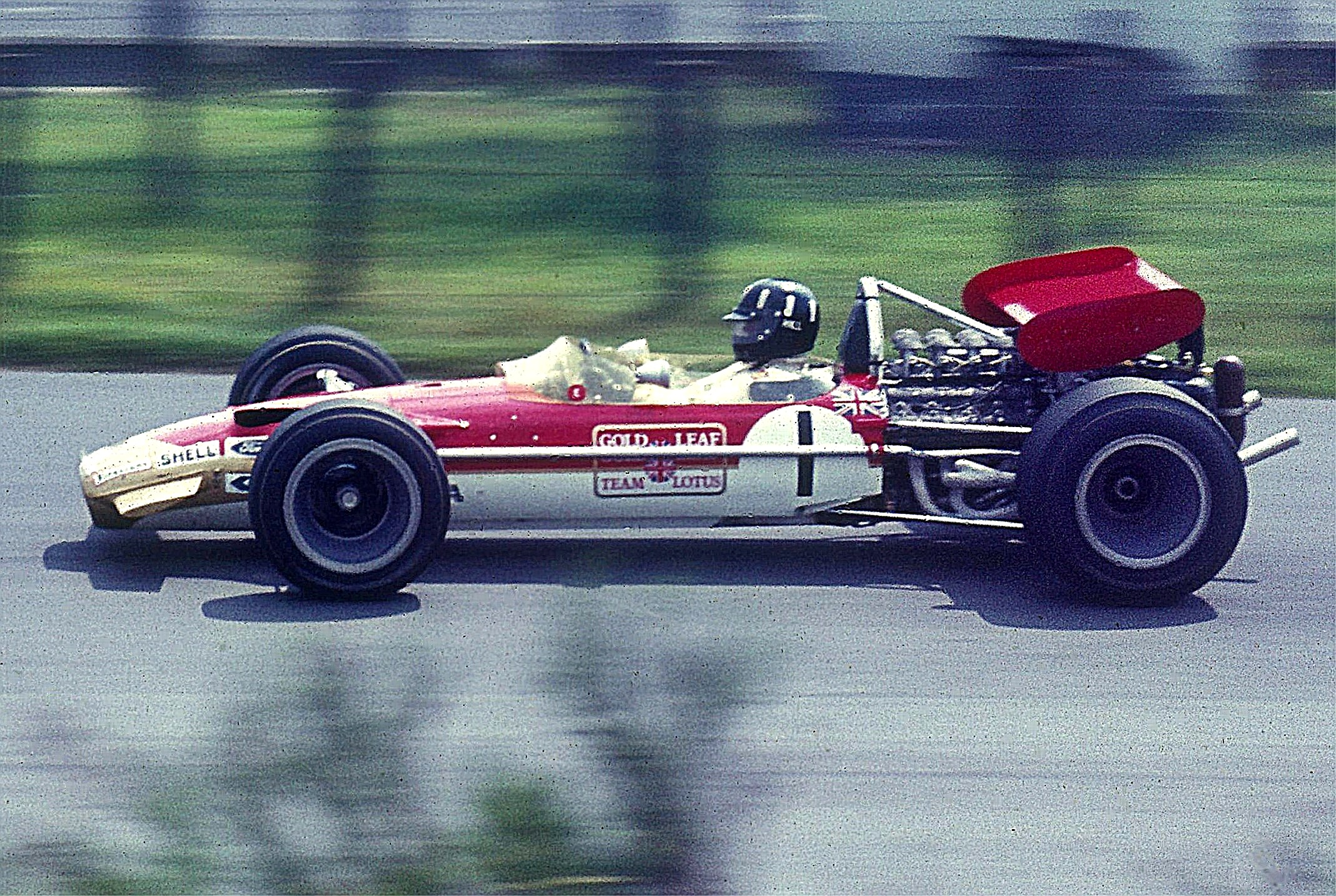
Graham Hill a Nürburgringen

A spanyol nagydíjat Barcelonában rendezték, a Montjuïc parkban. Jochen Rindt szerezte meg a pole-pozíciót Amon és Graham Hill előtt, Stewart csak a negyedik helyről indult. A kilencedik körben Graham Hill autójának magas hátsó vezetőszárnya eltörött, a kocsi kicsúszott az útról és a szalagkorlátnak csapódott. Rindt a huszadik körben ugyanabban a kanyarban, ugyanolyan szárnytörési hiba miatt esett ki, őt kórházba kellett szállítani súlyos sebesülése miatt. A szabályokat a két baleset miatt módosították, megtiltották a magasított széles szárnyak használatát. A versenyben sokáig Chris Amon vezetett, az 56. körben motorhiba miatt állt ki, ezután Jackie Stewart könnyedén nyerte a versenyt, két kör előnnyel a második McLaren előtt.

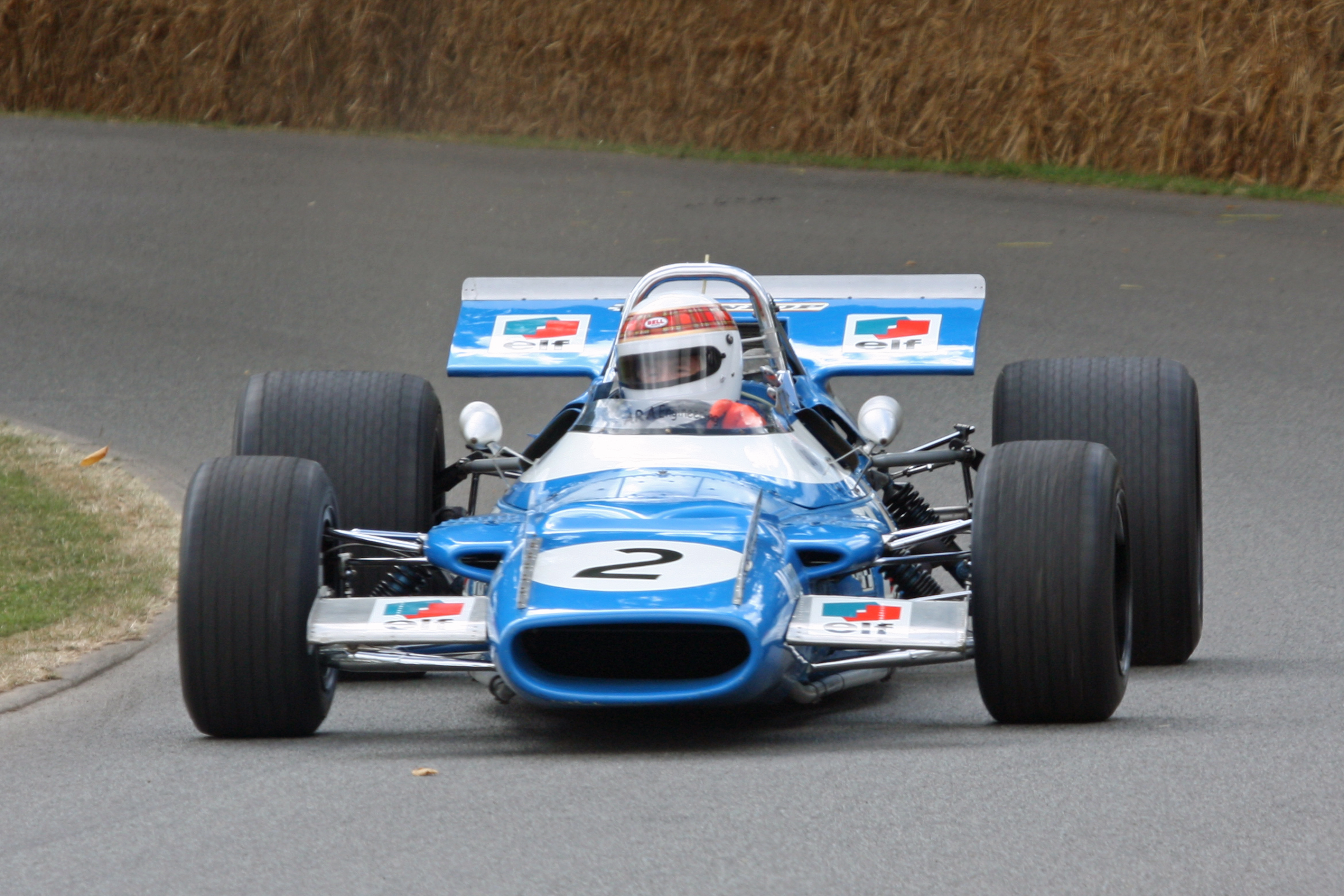
Matra MS80

Monacóban Richard Attwood lett ideiglenesen Hill csapattársa, mivel Rindt még nem épült fel sérüléséből. Az első edzés után CSI gyűlést tartott, ahol úgy döntöttek, hogy a veszélyes hátsó szárnyakat azonnali hatállyal betiltják. Az első részben futott időket törölték és az időmérő edzés újból elkezdődött. Bár a csapatok nem örültek a döntésnek, mindegyikük leszerelte a szárnyakat. Stewart megszerezte első pole-pozícióját Chris Amon előtt az új Matra MS80-nal. A versenyen Beltoise-t a negyedik helyről induló Hill megelőzte és a harmadik helyre jött fel. Amon a 16. körben a differenciálmű, Stewart a 22. körben a féltengely meghibásodása miatt esett ki, így Hill megszerezte pályafutása ötödik monacói győzelmét. A második helyért Jacky Ickx és Piers Courage harcolt a brit mögött a 49. körig, amikor Ickx a felfüggesztés hibája miatt kiesett, így Jo Siffert lett a harmadik.
A következő belga nagydíj elmaradt, a verseny szervezői és a Grand Prix Drivers' Association közötti vita után, mivel a pályát nem találták elég biztonságosnak.
Így egy öthetes szünet után következett a holland nagydíj. A magas szárnyak betiltása után a mérnökök többféleképpen értelmezték a szabályokat, az autókra alacsonyabb, biztonságosabban rögzített szárnyak kerültek vissza. A Lotus és a Matra is elhozott egy-egy négykerék-meghajtású autót: Hill a Lotus 63-at, Stewart a Matra MS84-et próbálta ki. A BRM elkészült a P139-essel, de az eredmény meglehetősen kiábrándító volt.
Jochen Rindt szerezte meg a pole-t Stewart hagyományos MS80-asa és Hill 49B-je előtt. A rajtnál Hill állt az élre, de a 3. körben Rindt megelőzte, majd Stewart is megelőzte. Rindt a 17. körig növelte előnyét, amikor tengelytörés miatt kiesett. Stewart az élre állt, míg Jo Siffert Rob Walker-Lotuszával a második helyre jött fel. Hill elégedetlen volt autója vezethetőségével és kiállt a boxba. A harmadik helyért ezután Hulme, Amon, Ickx és Brabham küzdött. A versenyt magabiztosan nyerte Stewart Siffert, Amon és Hulme előtt.
Ezen a hétvégén jelentették be, hogy a Ferrari a jövőben együttműködik a Fiattal. Bár a csapat gyengének tűnt, az eladásból származó bevételnek köszönhetően jóval erősebbek lettek az elkövetkező években.

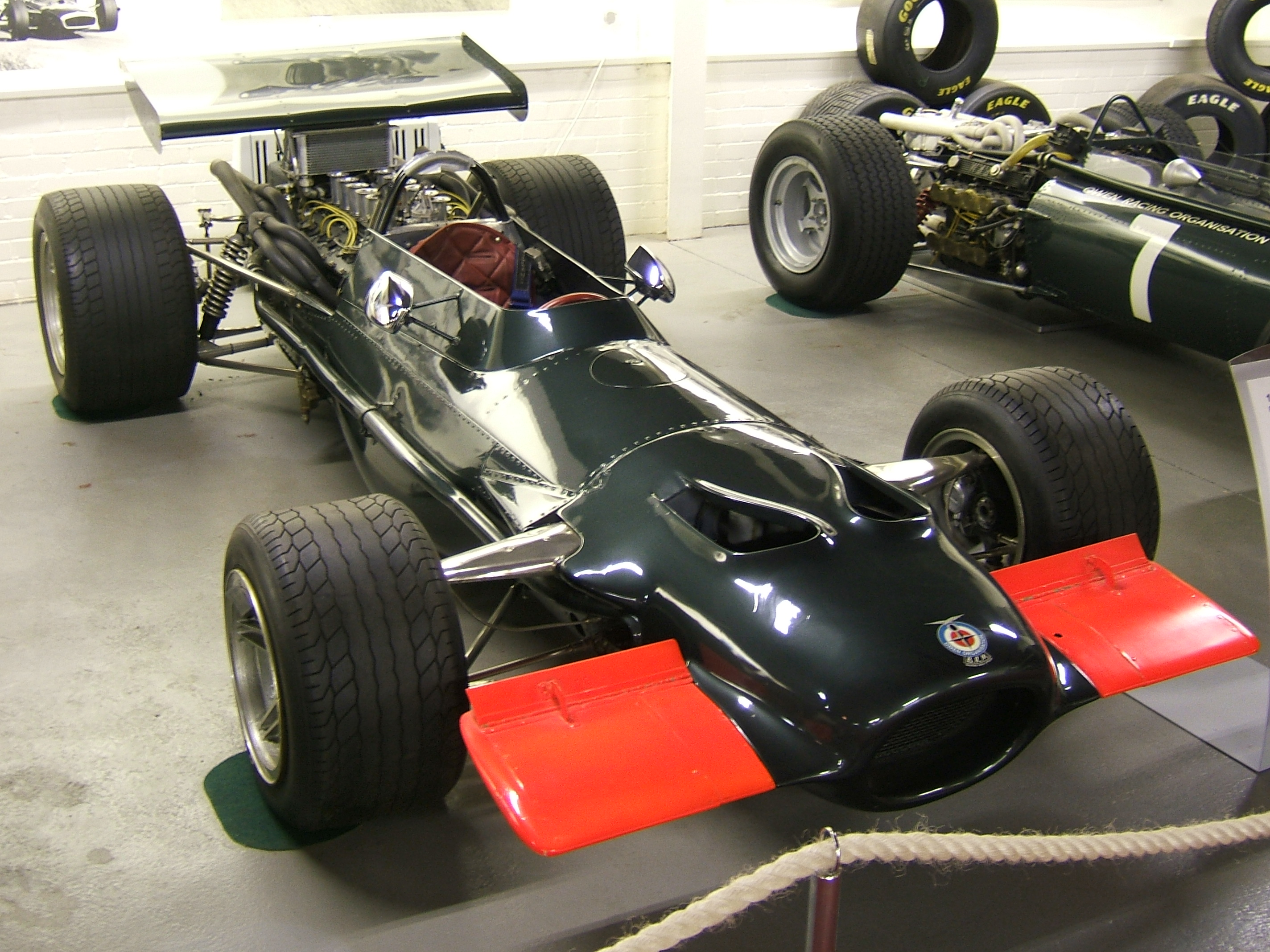
BRM P139

Négy év után a francia nagydíj visszatért Clemont-Ferrand-ba, ahol mindössze 13 autó vett részt. Hiányzott a BRM, miután Tony Rudd távozott a csapattól, az egyetlen nem Cosworth motoros autó Chris Amon Ferrarija volt. Hiányzott Jack Brabham is, aki egy silverstone-i tesztbalesetben eltörte a bokáját. A Lotus benevezte John Miles-t, aki a négykerékhajtású Lotus 63-ast vezette.
Jackie Stewart dominált az időmérő edzésen, közel 2 másodperc előnnyel szerezte meg az első rajtkockát Denny Hulme McLarenje előtt. Jochen Rindt Jacky Ickx Brabhamjével osztozott a második rajtsorban.
Stewart rajt-cél győzelmet aratott, egyedül Hulme tudta üldözni, de a 13. körben ki kellett állnia szerelőihez, mivel első stabilizátora eltört. Ezután Ickx haladt a második helyen, de Jean-Pierre Beltoise nyomás alatt tartotta, és a belga az utolsó körben hibázott. Beltoise második helyével a Matra kettős győzelmet ünnepelhetett a hazai közönség előtt.
Rindt a verseny elején a negyedik helyen haladt, de a nagyon kanyargós pályától rosszul lett és kiállt. A negyedik helyen így Bruce McLaren ért célba, aki hasonló problémával küzdött.
A Silverstone-ban rendezett brit nagydíjra visszatért a BRM, amelynek csapatvezetője Tim Parnell lett. Pedro Rodríguez már a Ferrari színeiben indult a versenyen.
Stewartnak problémája akadt a szombati edzésen, amikor egy betondarabnak ütközött és balesetezett a Woodcote kanyarban. A skót átvette Beltoise autóját, így a franciának egy négykerékmeghajtású Matra maradt. Az első rajtsorból Rindt, Stewart és Hulme indult. Graham Hill csak a 12. helyet tudta megszerezni.
A versenyen nagy részén Stewart és Rindt emlékezetesen küzdött az élen, de Rindt hátsó szárnyával probléma akadt. 30 másodperces boxkiállása után visszatért a versenybe, de a végén kifogyott az üzemanyaga és újra ki kellett állnia. Stewart egy kör előnnyel győzött Ickx, McLaren és Rindt előtt.
A Nürburgringen a mezőnyt a Formula–2-essel közösen indították. Gerhard Mitter pénteken a Flugpatznál halálos balesetet szenvedett F2-es BMW-jével. A Ferrari nem vett részt a nagydíjon, a bokatörést szenvedett Brabhamhez hasonlóan.

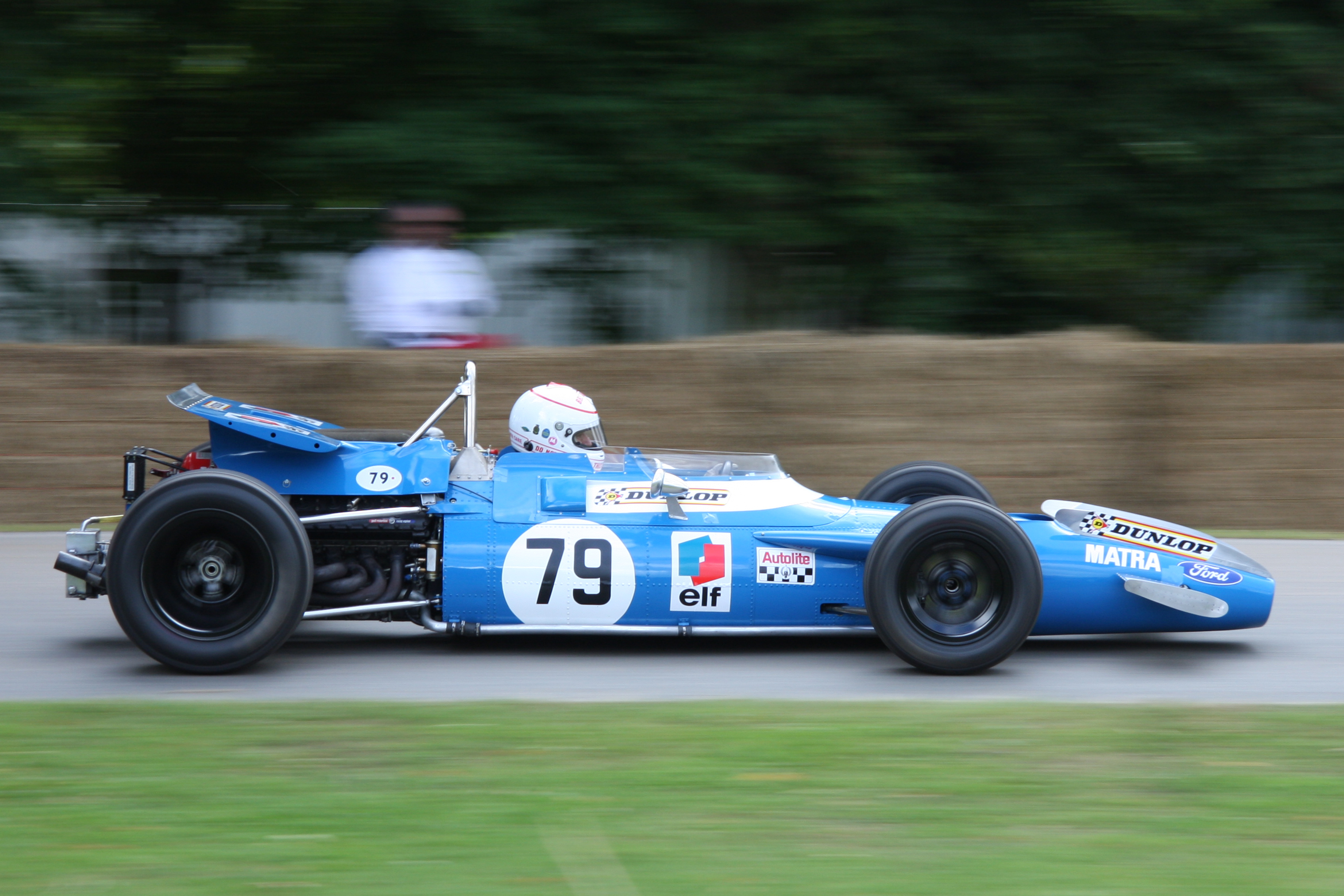
Matra MS80

Stewart, aki az első hat versenyből ötöt megnyert, megszerezte a pole-t Ickx és Rindt előtt. Hill csak a 9. helyre kvalifikálta magát, míg Surtees nem indult a versenyen, mivel a BRM P139-et nem tartotta elég biztonságosnak. Ickx a rajtnál Rindt mögé esett vissza. Mario Andretti az első körben balesetezett a négykerékhajtású Lotus-szal, majd kimentette a szintén balesetező Vic Elfrodot McLarenjéből. Az angol karja három ponton is eltört.
A verseny elején Ickx visszaszerezte második helyét, majd felzárkózott Stewartra. A belga a hetedik körben megelőzte a vezető skótot. Stewart sebességváltójával probléma akadt, így lemaradt, de sikerült második helyét megtartania. Ickx ennek köszönhetően közel egyperces előnnyel győzött, míg Bruce McLaren lett a harmadik.
Jack Brabham visszatért a mezőnybe az olasz nagydíjon, ahol Jochen Rindt indult az első helyről. Melőle Hulme indult az első rajtsorból. A versenyen Stewart, Rindt, Hulme, Courage, Hill, McLaren, Beltoise és Siffert szoros harcot vívott egymással, az szélárnyékában haladva. Hulme fékhibával, Siffert motorhibával esett ki. Miután Courage lelassult, és Hill kiesett technikai probléma miatt, négy autó maradt az élen. Az utolsó körben, a Parabolica kanyarban Beltoise állt az élre, de kisodródott a kanyarban, a célvonalig Stewart és Rindt is megelőzte. Az első négy autó mindössze 0,19 másodperc különbséggel ért célba.
Stewart hatodik győzelme a skót első világbajnoki címét jelentette, habár még három amerikai verseny volt hátra a bajnokságból.
1967 után a kanadai nagydíj visszatért a Mosport Parkba, ahol Ickx Brabhamje, Beltoise Matrája és Rindt Lotusa alkotta az első sort. A rajt után Rindt vezetett, míg a második sorból induló Stewart egyre előrébb kerülte. A skót a 6. körben már vezetett. Két körrel később Ickx megelőzte Rindtet, felzárkózott Stewartra, majd a verseny hátralévő ketten harcoltak az első helyért.
A 33. körben összeütköztek és megcsúsztak. Stewart nem tudta újra elindítani autóját, így Ickx szerezte meg a vezetést és győzött. Csapattársa, Brabham a 60. körben került Rindt elé, így a csapat kettős győzelmet szerzett. Johnny Servoz-Gavin hatodik helyével egy pontot szerzett a négykerékhajtású Matra MS84-gyel.
A kanadai Al Pease-t fekete zászlóval intették ki a versenyről, mivel túl lassan haladt a pályán.

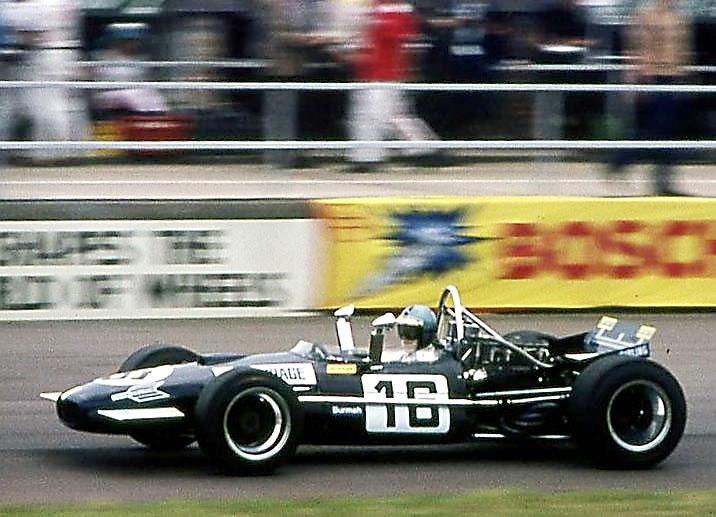
Piers Courage a brit nagydíjon

Watkins Glenben Rindt indult az élről, Hulme McLarenje mellől az első sorban. A bajnok Stewart Hill-lel alkotta a második sort. Rindt állt az élre, Stewart és Hill elé. Hulme kilencediknek esett vissza az első kör végére, majd kiállt a boxba. Hillt a 3. körben megelőzte Siffert, majd Beltoise és Piers Courage is elé került. Siffert hamarosan kiesett ezután, majd Courage megelőzte a váltóproblémával küzdő Beltoise-t, így ekkor már harmadik volt az angol. A 12. körben Stewart megelőzte Rindtet, de 9 kör múlva ismét az osztrák vezetett. Stewart autója füstölni kezdett, majd motorhiba miatt kiesett a 36. körben. Rindt pályafutása első győzelmét szerezte meg. A második Courage mögött Ickx motorhiba kiesett, míg Brabham üzemanyagér kiállt, így a harmadik helyet Surtees szerezte meg a BRM-mel. Graham Hill a verseny közepén a hatodik helyen haladt. Megpördülése után betolta autóját, emiatt biztonsági övét kikapcsolta. A 91. körben ismét megcsúszott, autójából kiesett és mindkét lábát eltörte a balesetben.
Az évtized utolsó nagydíját Mexikóban rendezték. Hill lábsérülése miatt hiányzott a versenyről, a Lotus nem helyettesítette más versenyzővel.
Az edzésen a Brabham csapat dominált: Jack Brabham volt a leggyorsabb Ickx előtt. A harmadik Stewart Hulme mellől indult, a második sorból.
Bruce McLaren autója nem tudott elindulni a rajtnál, így mindössze 16 autó vett részt a versenyen. Stewart rajtolt a legjobban és az élre állt, a két de Brabham és Ickx szorosan követte. A második körben Hulme a negyediknek jött fel, miután megelőzte Jochen Rindtet. A 6. körben Ickx állt az élre, még ebben a körben Hulme megelőzte Brabhamet a harmadik helyért. Az új-zélandi a 7. körben megelőzte Stewartot, a 10. körben pedig Ickxet is, így átvette a vezetést. Miután Stewart visszaesett Brabham mögé, az első négy sorrendje nem változott tovább. Denny Hulme győzött Ickx, Brabham és Stewart előtt. Rindt kiesése után az ötödik hely Beltoise-é lett, Jackie Oliver hatodikként egyetlen pontját szerezte az idényben a BRM-mel.

## Futamok
| #   | Verseny             | Időpont        | Helyszín           | Pályarajz | Győztes versenyző | Győztes csapat | Összefoglaló |
| --- | ------------------- | -------------- | ------------------ | --------- | ----------------- | -------------- | ------------ |
| 174 | dél-afrikai nagydíj | Március 1.     | Kyalami            |           | Jackie Stewart    | Matra-Ford     | Összefoglaló |
| 175 | spanyol nagydíj     | Május 4.       | Montjuïc           |           | Jackie Stewart    | Matra-Ford     | Összefoglaló |
| 176 | monacói nagydíj     | Május 18.      | Monaco             |           | Graham Hill       | Lotus-Ford     | Összefoglaló |
| 177 | holland nagydíj     | Június 21.     | Zandvoort          |           | Jackie Stewart    | Matra-Ford     | Összefoglaló |
| 178 | francia nagydíj     | Július 6.      | Charade            |           | Jackie Stewart    | Matra-Ford     | Összefoglaló |
| 179 | brit nagydíj        | Július 19.     | Silverstone        |           | Jackie Stewart    | Matra-Ford     | Összefoglaló |
| 180 | német nagydíj       | Augusztus 3.   | Nürburgring        |           | Jacky Ickx        | Brabham-Ford   | Összefoglaló |
| 181 | olasz nagydíj       | Szeptember 7.  | Monza              |           | Jackie Stewart    | Matra-Ford     | Összefoglaló |
| 182 | kanadai nagydíj     | Szeptember 20. | Mosport            |           | Jacky Ickx        | Brabham-Ford   | Összefoglaló |
| 183 | amerikai nagydíj    | Október 5.     | Watkins Glen       |           | Jochen Rindt      | Lotus-Ford     | Összefoglaló |
| 184 | mexikói nagydíj     | Október 19.    | Hermanos Rodriguez |           | Denny Hulme       | McLaren-Ford   | Összefoglaló |

## A bajnokság végeredménye

### Pontozási rendszer
| Helyezés | 1. | 2. | 3. | 4. | 5. | 6. | 7.-20. |
| -------- | -- | -- | -- | -- | -- | -- | ------ |
| Pont     | 9  | 6  | 4  | 3  | 2  | 1  | 0      |

### Versenyzők
| Helyezés | Versenyző            | RSA | ESP | MON | NED | FRA | GBR | GER | ITA | CAN | USA | MEX | Pont |
| -------- | -------------------- | --- | --- | --- | --- | --- | --- | --- | --- | --- | --- | --- | ---- |
| 1        | Jackie Stewart       | 1   | 1   | Ki  | 1   | 1   | 1   | 2   | 1   | Ki  | Ki  | 4   | 63   |
| 2        | Jacky Ickx           | Ki  | 6   | Ki  | 5   | 3   | 2   | 1   | 10  | 1   | Ki  | 2   | 37   |
| 3        | Bruce McLaren        | 5   | 2   | 5   | Ki  | 4   | 3   | 3   | 4   | 5   | Ki  | NI  | 26   |
| 4        | Jochen Rindt         | Ki  | Ki  |     | Ki  | Ki  | 4   | Ki  | 2   | 3   | 1   | Ki  | 22   |
| 5        | Jean-Pierre Beltoise | 6   | 3   | Ki  | 8   | 2   | 9   | 12* | 3   | 4   | Ki  | 5   | 21   |
| 6        | Denny Hulme          | 3   | 4   | 6   | 4   | 8   | Ki  | Ki  | 7   | Ki  | Ki  | 1   | 20   |
| 7        | Graham Hill          | 2   | Ki  | 1   | 7   | 6   | 7   | 4   | 9   | Ki  | Ki  |     | 19   |
| 8        | Piers Courage        |     | Ki  | 2   | Ki  | Ki  | 5   | Ki  | 5   | Ki  | 2   | 10  | 16   |
| 9        | Jo Siffert           | 4   | Ki  | 3   | 2   | 9   | 8   | 11* | 8   | Ki  | Ki  | Ki  | 15   |
| 10       | Jack Brabham         | Ki  | Ki  | Ki  | 6   |     |     |     | Ki  | 2   | 4   | 3   | 14   |
| 11       | John Surtees         | Ki  | 5   | Ki  | 9   |     | Ki  | NI  | HN  | Ki  | 3   | Ki  | 6    |
| 12       | Chris Amon           | Ki  | Ki  | Ki  | 3   | Ki  | Ki  |     |     |     |     |     | 4    |
| 13       | Richard Attwood      |     |     | 4   |     |     |     |     |     |     |     |     | 3    |
| 14       | Vic Elford           |     |     | 7   | 10  | 5   | 6   | Ki  |     |     |     |     | 3    |
| 15       | Pedro Rodríguez      | Ki  | Ki  | Ki  |     |     | Ki  |     | 6   | Ki  | 5   | 7   | 3    |
| 16       | Silvio Moser         |     |     | Ki  | Ki  | 7   |     |     | Ki  | Ki  | 6   | 11  | 1    |
| 17       | Jackie Oliver        | 7   | Ki  | Ki  | Ki  |     | Ki  | Ki  | Ki  | Ki  | Ki  | 6   | 1    |
| 18       | Johnny Servoz-Gavin  |     |     |     |     |     |     |     |     | 6   | HN  | 8   | 1    |
| 19       | Sam Tingle           | 8   |     |     |     |     |     |     |     |     |     |     | 0    |
| 20       | Pete Lovely          |     |     |     |     |     |     |     |     |     | Ki  | 9   | 0    |
| 21       | John Miles           |     |     |     |     | Ki  | 10  |     | Ki  | Ki  |     | Ki  | 0    |
| —        | Bill Brack           |     |     |     |     |     |     |     |     | HN  |     |     | 0    |
| —        | Mario Andretti       | Ki  |     |     |     |     |     | Ki  |     |     | Ki  |     | 0    |
| —        | Jo Bonnier           |     |     |     |     |     | Ki  | Ki  |     |     |     |     | 0    |
| —        | George Eaton         |     |     |     |     |     |     |     |     |     | Ki  | Ki  | 0    |
| —        | Peter de Klerk       | HN  |     |     |     |     |     |     |     |     |     |     | 0    |
| —        | Basil van Rooyen     | Ki  |     |     |     |     |     |     |     |     |     |     | 0    |
| —        | John Love            | Ki  |     |     |     |     |     |     |     |     |     |     | 0    |
| —        | Derek Bell           |     |     |     |     |     | Ki  |     |     |     |     |     | 0    |
| —        | John Cordts          |     |     |     |     |     |     |     |     | Ki  |     |     | 0    |
| —        | Al Pease             |     |     |     |     |     |     |     |     | Kiz |     |     | 0    |
| Helyezés | Versenyző            | RSA | ESP | MON | NED | FRA | GBR | GER | ITA | CAN | USA | MEX | Pont |

### Konstruktőrök
| Helyezés | Konstruktőr     | Kasztni         | Motor               | Gumi | Győzelem | Dobogós hely | Első rh. | Leggy. kör | Pont    |
| -------- | --------------- | --------------- | ------------------- | ---- | -------- | ------------ | -------- | ---------- | ------- |
| 1        | Matra-Ford      | MS10 MS80 MS84  | Ford Cosworth DFV   | D    | 6        | 10           | 2        | 6          | 66      |
| 2        | Brabham-Ford    | BT26A           | Ford Cosworth DFV   | G    | 2        | 9            | 4        | 4          | 49 (51) |
| 3        | Lotus-Ford      | 49B 63          | Ford Cosworth DFV   | F    | 2        | 7            | 5        | 2          | 47      |
| 4        | McLaren-Ford    | M7A M7B M7C M9A | Ford Cosworth DFV   | D    | 1        | 5            | 0        | 0          | 38 (40) |
| 5        | Ferrari         | 312/69          | Ferrari 255C        | F    | 0        | 1            | 0        | 0          | 7       |
| 6        | BRM             | P133 P138 P139  | BRM P142            | D    | 0        | 1            | 0        | 0          | 7       |
| –        | Cooper-Maserati | T86B            | Maserati Tipo 10/F1 | G    | 0        | 0            | 0        | 0          | 0       |
| –        | Brabham-Repco   | BT20 BT24       | Repco 740           | G    | 0        | 0            | 0        | 0          | 0       |
| –        | Brabham-Climax  | BT23B           | Climax FPF          | D    | 0        | 0            | 0        | 0          | 0       |
| –        | Eagle-Climax    | T1G             | Climax FPF          | F    | 0        | 0            | 0        | 0          | 0       |